# Hexatoma ignobilis
Hexatoma ignobilis är en tvåvingeart som först beskrevs av Walker 1856.  Hexatoma ignobilis ingår i släktet Hexatoma och familjen småharkrankar. Inga underarter finns listade i Catalogue of Life.